# Miljan Miljanić
Miljan Miljanić (serbe : Миљан Миљанић) (né le 4 mai 1930 à Bitolj dans le royaume de Yougoslavie – mort le 13 janvier 2012 à Belgrade, Serbie) est un joueur, entraîneur et dirigeant de football yougoslave.

## Biographie
Né dans la région de Yougoslavie devenue la Macédoine, Miljanić réalise une carrière de footballeur professionnel dans son pays, notamment à l'Étoile rouge de Belgrade où il arrive en 1947.
En 1958, il se reconvertit dans l'encadrement dans son club, dont il devient l'entraîneur en 1966. En huit saisons, il y remporte une dizaine de trophées (championnat de Yougoslavie 1968, 1969, 1970, 1973 ; coupe de Yougoslavie 1968, 1970, 1971 ; coupe Mitropa en 1968). Il se rapproche en même temps de la équipe nationale yougoslave dont il intègre le comité de sélection en 1965-1966 aux côtés d'Aleksandar Tirnanić, et en devient l'entraîneur en chef en 1973-1974 pour la coupe du monde de 1974, où les Yougoslaves sont éliminés sans gloire au deuxième tour, mais après avoir tout de même battu en poules le Champion d'Afrique en titre, l'équipe nationale du Zaïre, 9-0! (ce qui reste encore aujourd'hui la plus grosse victoire en Coupe du monde).
En 1974, il signe au Real Madrid, qui sort de deux saisons décevantes. Il impose à l'équipe espagnole un jeu décrit comme rigide et rigoureux[réf. nécessaire], qui lui permet de retrouver les sommets : le Real remporte le doublé coupe-championnat lors de sa première saison, puis un nouveau titre de champion la saison suivante. À ce titre il remporte le prix Don Balón du meilleur entraîneur en 1976. La saison suivante est plus décevante, il quitte son poste au début de la saison 1977-1978.
En 1979, il retrouve son poste de sélectionneur au cours des éliminatoires pour l'Euro 1980, alors que l'équipe l'équipe yougoslave compte deux défaites en deux matchs. Malgré quatre victoires en quatre matchs, la sélection ne parvient pas à se qualifier. Confirmé à son poste, il mène brillamment l'équipe à la Coupe du monde de 1982, où elle est cependant éliminée dès le premier tour par l'Irlande du Nord et l'Espagne. Il tente alors une pige au Valence CF, qui se relève peu concluante.
Nommé à la tête de la Fédération de Yougoslavie de football puis de la Fédération de Serbie-et-Monténégro à partir de 1993, il est un président respecté, ayant une certaine influence sur les jeunes entraîneurs yougoslaves comme Miroslav Blažević ou Ivan Osim. Il prend finalement sa retraite en 2001.
Le 13 janvier 2012, il meurt dans sa maison de Belgrade des suites d'une longue maladie, à l'âge de 81 ans.